# Lon Stephens
Lawrence Vest "Lon" Stephens, född 21 december 1858 i Boonville, Missouri, död 10 januari 1923, var en amerikansk demokratisk politiker. Han var Missouris guvernör 1897–1901.
Stephens avlade 1877 juristexamen vid Washington and Lee University. Som Missouris finansminister tjänstgjorde han 1890–1897.
Stephens efterträdde 1897 William J. Stone som Missouris guvernör och efterträddes 1901 av Alexander Monroe Dockery.
Stephens avled 1923 och gravsattes på Walnut Grove Cemetery i Boonville.